# Christian Frémont
Christian Frémont (ur. 23 kwietnia 1942 w Champagnac-de-Belair, zm. 3 sierpnia 2014 w Paryżu) – francuski polityk, szef gabinetu prezydenta Francji Nicolasa Sarkozy’ego od 29 lipca 2008, przedstawiciel prezydenta Francji w Andorze od 24 września 2008 do 15 maja 2012.

## Życiorys
Frémont był absolwentem Instytutu Nauk Politycznych w Bordeaux (Institut d'études politiques de Bordeaux). W 1972 r. ukończył École nationale d’administration, a po studiach pracował jako urzędnik cywilny w Ministerstwie Finansów. W 1980 r. rozpoczął kurs zarządzania w ENA.
W r. 1990 został prefektem departamentu Ariège. W 1992 r. objął stanowisko zastępcy dyrektora gabinetu ministra spraw wewnętrznych Philippe’a Marchanda. W latach 1992–1996 był prefektem departamentu Finistère, a od 1996 do 1997 roku departamentu Pas-de-Calais.
W 1997 Christian Frémont objął stanowisko dyrektora generalnego administracji w Ministerstwie Spraw Wewnętrznych. W 2000 roku został prefektem regionu Akwitania, a w 2003 regionu Prowansja-Alpy-Lazurowe Wybrzeże.
W maju 2007 roku Frémont został objął funkcję szefa gabinetu Alaina Juppé, ministra stanu ds. energii, ekologii i zrównoważonego rozwoju i zachował ją, gdy w czerwcu tego samego roku nowym ministrem został Jean-Louis Borloo.
28 lipca 2008 r. Christian Frémont objął stanowisko szefa gabinetu prezydenta Francji Nicolasa Sarkoziego. 24 września 2008 został przedstawicielem prezydenta Francji w Andorze, w której francuski szef państwa pełni funkcję jednego ze współksiążąt. Pełnił tę funkcję do maja 2012.